# Shunsaku Kishimoto
Shunsaku Kishimoto (japanisch 岸本 駿朔 Kishimoto, Shunsaku; * 14. Juni 2000 in der Präfektur Saitama) ist ein japanischer Fußballspieler.

## Karriere
Shunsaku Kishimoto erlernte das Fußballspielen in den Jugendmannschaften des Regista FC und der Kashima Antlers , in der Schulmannschaft der Funabashi Municipal High School sowie in der Universitätsmannschaft der Takushoku-Universität. Seinen ersten Vertrag unterschrieb er im Januar 2023 bei Albirex Niigata (Singapur). Der Verein, ein Ableger des japanischen Erstligisten Albirex Niigata, spielt in der ersten singapurischen Liga, der Singapore Premier League. Sein erstes Pflichtspiel für Albirex bestritt er am 19. Februar 2023 im Singapore Community Shield. In dem Spiel gegen Hougang United stand er in der Startelf und spielte die kompletten 90 Minuten. Albirex gewann das Spiel 3:0. Sein erstes Pflichtspiel in der Liga bestritt er am 1. Spieltag am 25. Februar 2023 im Heimspiel gegen die Young Lions. Hier stand er in der Startelf und spielte die kompletten 90 Minuten. Am Ende der Saison 2023 feierte er mit Niigata die singapurische Meisterschaft.

## Erfolge
Albirex Niigata (Singapur)
- Singapurischer Meister: 2023
- Singapore Community Shield: 2023